# Кавеле (Казерта)
Кавеле је насеље у Италији у округу Казерта, региону Кампанија.
Према процени из 2011. у насељу је живело 28 становника. Насеље се налази на надморској висини од 326 м.